# Hello Venus
Hello Venus (кор. 헬로비너스; стилизуется как HELLOVENUS; читается как Хэлло́ Ви́нас, ) — южнокорейская гёрл-группа, сформированная в 2012 году компанией Tricell Media (ранее совместное предприятие Pledis Entertainment и Fantagio). Первоначально группа состояла из: Элис, Нара, Лайм, Ара, Юнджо и Юён. Они дебютировали с мини-альбомом Venus 9 мая 2012 года. После истечения контрактов участниц 8 мая 2019 года группа официально распалась.
В июле 2014 года Fantagio и Pledis закрыли совместные предприятия Tricell Media. Юара и Юнджо остались под Pledis, а остальные четыре участницы продолжили свою групповую деятельность под Fantagio. 
В октябре 2014 года Fantagio представили двух новых участников: Соён и Ёрым. После истечения контрактов участниц 8 мая 2019 года группа официально распалась.
В 2012 году группа номинировалась на Mnet Asian Music Awards в категориях «Лучшая певица или женская группа» и «Артист года», но не выиграла. Затем в 2013 году группа получила премию Gaon Chart K-Pop Award в категории «Новый исполнитель (женская группа)».

## Название
Название группы подразумевает, что участницы дружелюбны (Hello) и в то же время недосягаемо красивы (Venus), или, простыми словами, что они — богини Венеры нашего XXI века, хотят поприветствовать своих поклонников.

## Состав
- Элис[англ.] (кор. 앨리스, Alice), настоящее имя: Сон Джухи (кор. 송주희, Song Joohee)[6], род. 21 марта 1990 года
- Нара[англ.] (кор. 나라, Nara), полное имя: Квон Нара (кор. 권나라, Kwon Nara)[7], род. 13 марта 1991 года
- Лайм[англ.] (кор. 라임, Lime), наст. имя: Ким Хёрим (кор. Kim Hyerim, 김혜림)[8], род. 19 января 1993 года
- Соён (кор. 서영, Seoyoung), полн. имя: Ли Соён (кор. 이서영, Lee Seoyoung), род. 27 июля 1994 года[9]
- Юён[англ.] (кор. 유영, Yooyoung), полн. имя: Ли Юён (кор. 이유영, Lee Yooyoung), род. 23 января 1995 года
- Ёрым[англ.] (кор. 여름, Yeoreum), наст. имя: Ан Чэён (кор. 안채연, An Chaeyeon), род. 4 июня 1996 года[10][11]

### Бывшие участницы
- Ю Ара[англ.] (кор. 유아라, Yoo Ara), род. 26 сентября 1992 года[12]
- Юнджо[англ.] (кор. 윤조, Yoonjo), полн. имя:  (кор. 신윤조, Shin Yoonjo), род. 14 декабря 1992 года[6][7][8]

## Дискография

### Мини-альбомы
- Venus (2012)
- What Are You Doing Today? (2012)
- Would You Stay For Tea? (2013)
- I'm Ill (2015)
- Mystery of Venus (2017)

## Фильмография

### Реалити-шоу
- Birth of Venus (2012, MBC Music)
- Diary Season 3 (2013, SBS MTV)
- Hello Beauty School (2013, KBS Joy)

## Премии и номинации
См. «Hello Venus § Awards and nominations» в английском разделе.